# Seznam českých příjmení, I
Toto je seznam českých příjmení začínajících na písmeno I. Seznam zatím zahrnuje pouze příjmení s více než 200 mužskými nositeli.
| Příjmení | Počet | Přechýleně | Počet | ORP s největší hustotou |
| -------- | ----- | ---------- | ----- | ----------------------- |
| Ivan     | 503   | Ivanová    | 542   | Veselí nad Moravou      |
| Indra    | 475   | Indrová    | 522   | Lanškroun               |
| Indrák   | 418   | Indráková  | 440   | Nový Jičín              |
| Ištok    | 381   | Ištoková   | 371   | Most                    |
| Ingr     | 360   | Ingrová    | 358   | Kyjov                   |
| Illek    | 235   | Illková    | 214   | Moravský Krumlov        |
| Illek    | 235   | Illeková   | 19    | Moravský Krumlov        |
| Ivanov   | 233   | Ivanová    | 542   | Krnov                   |
| Ivanov   | 233   | Ivanovová  | 148   | Krnov                   |
| Ivanov   | 233   | Ivanova    | 79    | Krnov                   |
| Ivánek   | 230   | Ivánková   | 273   | Frýdlant nad Ostravicí  |